# 1900 na Venezuela
Esta é uma cronologia dos principais fatos ocorridos no ano de 1900 na Venezuela.

## Livros
- Ignacio Andrade: ¿Por qué triunfó la Revolución Restauradora? (ensaio, o qual será publicado em 1955.)

## Personalidades

### Nascimentos
- 24 de janeiro – Manuel Egaña (m. 1985), economista, criador do Banco Central da Venezuela em 1939.
- 11 de abril – Valmore Rodríguez (m. 1955), jornalista, político e dirigente sindical.
- 16 de maio – Juan Félix Sánchez (m. 1997), artista, agricultor, arquiteto, juiz, político e narrador.
- 30 de maio – Carlos Raúl Villanueva (m. 1975), arquiteto.
- 15 de julho – Óscar Bustillos Casal (m. 1989), político.

### Mortes

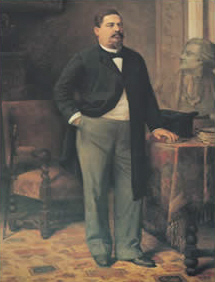
Raimundo Andueza Palacio

- 17 de agosto – Raimundo Andueza Palacio (n. 1846), advogado, o vigésimo quarto presidente da Venezuela.[1]